# Coupe du monde d'escalade de 2007
Navigation
18e édition 20e édition
La coupe du monde d'escalade 2007 est la 19e coupe du monde d'escalade. Elle s'est tenue du 30 mars au 18 novembre 2007. Elle comporte huit épreuves de difficulté, sept de bloc et six de vitesse. La coupe du monde de difficulté est remportée par Patxi Usobiaga et Maja Vidmar, la coupe de bloc est remportée par Kilian Fischhuber et Juliette Danion, et la coupe de vitesse est remportée par Sergueï Sinitsyne et Tatiana Ruyga.

## Classement général
| Catégories | Or                         | Or         | Argent                   | Argent     | Bronze             | Bronze     |
| ---------- | -------------------------- | ---------- | ------------------------ | ---------- | ------------------ | ---------- |
| Difficulté | Paxti Usobiaga Lakunza (2) | 499 points | Ramón Julián Puigblanque | 486 points | Tomás Mrázek       | 462 points |
| Difficulté | Maja Vidmar                | 634 points | Angela Eiter             | 513 points | Muriel Sarkany     | 401 points |
| Bloc       | Kilian Fischhuber (2)      | 480 points | Dmitrii Sharafutdinov    | 374 points | Stéphane Julien    | 267 points |
| Bloc       | Juliette Danion            | 426 points | Olga Shalagina           | 420 points | Natalija Gros      | 392 points |
| Vitesse    | Sergei Sinitcyn (2)        | 425 points | Evgenii Vaitsekhovskii   | 415 points | Alexander Kosterin | 322 points |
| Vitesse    | Tatiana Ruyga (3)          | 405 points | Svitlana Tuzhylina       | 363 points | Anna Stenkovaya    | 360 points |
| Combiné    | Jorg Verhoeven             | 614 points | Tomáš Mrázek             | 573 points | Kilian Fischhuber  | 537 points |
| Combiné    | Natalija Gros              | 657 points | Angela Eiter             | 480 points | Svitlana Tuzhylina | 391 points |

## Étapes
La coupe du monde d'escalade 2007 s'est déroulée du 30 mars au 18 novembre 2007, repartie en dix-huit étapes comprenant une ou deux disciplines.
| Dates                               | Lieu              | Difficulté | Bloc     | Vitesse  |
| ----------------------------------- | ----------------- | ---------- | -------- | -------- |
| 30 mars 2007-31 mars 2007           | Erlangen          | -          | X        | -        |
| 13 avril 2007-14 avril 2007         | Tarnov            | -          | -        | X        |
| 20 avril 2007-22 avril 2007         | Sofia             | -          | X        | -        |
| 17 avril 2007-28 avril 2007         | Hall              | -          | X        | -        |
| 1er mai 2007                        | Trente            | -          | -        | X        |
| 4 mai 2007-5 mai 2007               | La Réunion        | -          | X        | -        |
| 11 mai 2007-12 mai 2007             | Imst              | X          | -        | -        |
| 8 juin 2007-9 juin 2007             | Grindelwald       | -          | X        | -        |
| 15 juin 2007-16 juin 2007           | Zurich            | X          | -        | -        |
| 22 juin 2007-23 juin 2007           | Fiera di Primiero | -          | X        | -        |
| 11 juillet 2007-13 juillet 2007     | Chamonix          | X          | -        | X        |
| 21 juillet 2007-22 juillet 2007     | Val Daone         | -          | -        | X        |
| 11 août 2007-12 août 2007           | Qinghai           | X          | -        | X        |
| 28 septembre 2007-29 septembre 2007 | Puurs             | X          | -        | X        |
| 13 octobre 2007-14 octobre 2007     | Kazo              | X          | -        | -        |
| 2 novembre 2007-3 novembre 2007     | Valence           | X          | -        | -        |
| 9 novembre 2007-10 novembre 2007    | Brno              | -          | X        | -        |
| 17 novembre 2007-18 novembre 2007   | Kranj             | X          | -        | -        |
| Total : 18 étapes                   |                   | 8 étapes   | 7 étapes | 6 étapes |

## Podiums des étapes

### Difficulté

#### Hommes
| Étapes       | Lieu              | Or                           | Argent                                          | Bronze                 |
| ------------ | ----------------- | ---------------------------- | ----------------------------------------------- | ---------------------- |
| 11 mai       | Imst (Autriche)   | David Lama (4)               | Tomás Mrázek                                    | Paxti Usobiaga Lakunza |
| 15 juin      | Zürich (Suisse)   | Jorg Verhoeven (2)           | Paxti Usobiaga Lakunza                          | Cédric Lachat          |
| 11 juillet   | Chamonix (France) | Flavio Crespi (7)            | Ramón Julián Puigblanque                        | Jorg Verhoeven         |
| 11 août      | Qinghai (Chine)   | Tomás Mrázek (8)             | Flavio Crespi                                   | Jorg Verhoeven         |
| 28 septembre | Puurs (Belgique)  | Ramón Julián Puigblanque (9) | Paxti Usobiaga Lakunza                          | Jorg Verhoeven         |
| 13 octobre   | Kazo (Japon)      | Tomás Mrázek (9)             | Paxti Usobiaga Lakunza Ramón Julián Puigblanque | -                      |
| 2 novembre   | Valence (France)  | Paxti Usobiaga Lakunza (3)   | Ramón Julián Puigblanque                        | Jorg Verhoeven         |
| 17 novembre  | Kranj (Slovénie)  | Cédric Lachat (2)            | Flavio Crespi                                   | Tomás Mrázek           |

#### Femmes
| Étapes       | Lieu              | Or                | Argent                | Bronze              |
| ------------ | ----------------- | ----------------- | --------------------- | ------------------- |
| 11 mai       | Imst (Autriche)   | Angela Eiter (22) | Muriel Sarkany        | Katharina Saurwein  |
| 15 juin      | Zürich (Suisse)   | Angela Eiter (23) | Mina Markovic         | Emily Harrington    |
| 11 juillet   | Chamonix (France) | Maja Vidmar (3)   | Muriel Sarkany        | Yana Cheresheva     |
| 11 août      | Qinghai (Chine)   | Maja Vidmar (4)   | Angela Eiter          | Yuka Kobayashi (ja) |
| 28 septembre | Puurs (Belgique)  | Maja Vidmar (5)   | Angela Eiter          | Jain Kim            |
| 13 octobre   | Kazo (Japon)      | Maja Vidmar (6)   | Irati Anda Villanueva | Natalija Gros       |
| 2 novembre   | Valence (France)  | Maja Vidmar (7)   | Angela Eiter          | Natalija Gros       |
| 17 novembre  | Kranj (Slovénie)  | Maja Vidmar (8)   | Irati Anda Villanueva | Lucka Franko        |

### Bloc

#### Hommes
| Étapes     | Lieu                       | Or                        | Argent                | Bronze            |
| ---------- | -------------------------- | ------------------------- | --------------------- | ----------------- |
| 30 mars    | Erlangen (Allemagne)       | Mykhaylo Shalagin         | Kilian Fischhuber     | Jonas Baumann     |
| 20 avril   | Sofia (Bulgarie)           | Tomás Mrázek              | Dmitrii Sharafutdinov | Kilian Fischhuber |
| 27 avril   | Hall (Autriche)            | Kilian Fischhuber (5)     | Jorg Verhoeven        | Akito Matsushima  |
| 4 mai      | La Réunion (France)        | Andrew Earl               | Jérôme Meyer          | Daniel Du Lac     |
| 8 juin     | Grindelwald (Suisse)       | Kilian Fischhuber (6)     | Akito Matsushima      | Nalle Hukkataival |
| 22 juin    | Fiera di Primiero (Italie) | Dmitrii Sharafutdinov     | Gabriele Moroni       | Akito Matsushima  |
| 9 novembre | Brno (République Tchèque)  | Dmitrii Sharafutdinov (2) | Kilian Fischhuber     | Stéphane Julien   |

#### Femmes
| Étapes     | Lieu                       | Or                  | Argent          | Bronze               |
| ---------- | -------------------------- | ------------------- | --------------- | -------------------- |
| 30 mars    | Erlangen (Allemagne)       | Olga Shalagina      | Juliette Danion | Chloé Graftiaux      |
| 20 avril   | Sofia (Bulgarie)           | Yulia Abramchuk (2) | Akiyo Noguchi   | Tatyana Shemulinkina |
| 27 avril   | Hall (Autriche)            | Olga Shalagina (2)  | Natalija Gros   | Alexandra Eyer       |
| 4 mai      | La Réunion (France)        | Juliette Danion (4) | Chloé Graftiaux | Silvie Rajfova       |
| 8 juin     | Grindelwald (Suisse)       | Natalija Gros       | Akiyo Noguchi   | Katharina Saurwein   |
| 22 juin    | Fiera di Primiero (Italie) | Natalija Gros (2)   | Olga Shalagina  | Akiyo Noguchi        |
| 9 novembre | Brno (République Tchèque)  | Juliette Danion (5) | Anna Stöhr      | Olga Shalagina       |

### Vitesse

#### Hommes
| Étapes       | Lieu               | Or                         | Argent                 | Bronze             |
| ------------ | ------------------ | -------------------------- | ---------------------- | ------------------ |
| 13 avril     | Tarnov (Pologne)   | Evgenii Vaitsekhovskii (8) | Csaba Komondi          | Sergei Sinitcyn    |
| 1er mai      | Trente (Italie)    | Anatoly Skripov            | Sergei Sinitcyn        | Manuel Escobar     |
| 11 juillet   | Chamonix (France)  | Sergei Sinitcyn (6)        | Evgenii Vaitsekhovskii | Alexander Kosterin |
| 21 juillet   | Val Daone (Italie) | Sergei Sinitcyn (7)        | Evgenii Vaitsekhovskii | Alexander Kosterin |
| 11 août      | Qinghai (Chine)    | Evgenii Vaitsekhovskii (9) | Sergei Sinitcyn        | Alexander Kosterin |
| 28 septembre | Puurs (Belgique)   | Manuel Escobar (2)         | Alexander Kosterin     | Sergei Sinitcyn    |

#### Femmes
| Étapes       | Lieu               | Or                     | Argent          | Bronze             |
| ------------ | ------------------ | ---------------------- | --------------- | ------------------ |
| 13 avril     | Tarnov (Pologne)   | Edyta Ropek            | Anna Stenkovaya | Svitlana Tuzhylina |
| 1er mai      | Trente (Italie)    | Rosmery Da Silva       | Tatiana Ruyga   | Anna Stenkovaya    |
| 11 juillet   | Chamonix (France)  | Svitlana Tuzhylina     | Tatiana Ruyga   | Galina Terenteva   |
| 21 juillet   | Val Daone (Italie) | Valentina Yurina (5)   | Tatiana Ruyga   | Edyta Ropek        |
| 11 août      | Qinghai (Chine)    | Tatiana Ruyga (5)      | Anna Stenkovaya | Valentina Yurina   |
| 28 septembre | Puurs (Belgique)   | Svitlana Tuzhylina (2) | Anna Stenkovaya | Tatiana Ruyga      |

## Classements

### Difficulté
| Place | Grimpeur                 | Étape de coupe du monde | Étape de coupe du monde | Étape de coupe du monde | Étape de coupe du monde | Étape de coupe du monde | Étape de coupe du monde | Étape de coupe du monde | Étape de coupe du monde | Total de points |
| Place | Grimpeur                 | [ 2 ]                   | [ 3 ]                   | [ 4 ]                   | [ 5 ]                   | [ 6 ]                   | [ 7 ]                   | [ 8 ]                   | [ 9 ]                   | Total de points |
| ----- | ------------------------ | ----------------------- | ----------------------- | ----------------------- | ----------------------- | ----------------------- | ----------------------- | ----------------------- | ----------------------- | --------------- |
| 1er   | Patxi Usobiaga           | 65 (3e)                 | 80 (2e)                 | 47 (6e)                 | 47 (6e)                 | 80 (2e)                 | 72 (2e)                 | 100 (1er)               | 16 (18e)                | 499             |
| 2e    | Ramón Julián Puigblanque | 40 (8e)                 | 55 (4e)                 | 80 (2e)                 | 51 (5e)                 | 100 (1er)               | 72 (2e)                 | 80 (2e)                 | 5 (26e)                 | 486             |
| 3e    | Tomás Mrázek             | 80 (2e)                 | 37 (9e)                 | 40 (8e)                 | 100 (1er)               | 40 (8e)                 | 100 (1er)               | -                       | 65 (3e)                 | 462             |
| 4e    | Jorg Verhoeven           | 51 (5e)                 | 100 (1er)               | 65 (3e)                 | 65 (3e)                 | 65 (3e)                 | 26 (13e)                | 65 (3e)                 | 47 (6e)                 | 458             |
| 5e    | Flavio Crespi            | 10 (21e)                | 47 (6e)                 | 100 (1er)               | 80 (2e)                 | 43 (7e)                 | 41 (7e)                 | 55 (4e)                 | 80 (2e)                 | 448             |
| 6e    | Cédric Lachat            | 55 (4e)                 | 65 (3e)                 | -                       | 43 (7e)                 | 55 (4e)                 | -                       | 43 (7e)                 | 100 (1er)               | 361             |
| 7e    | David Lama               | 100 (1er)               | 43 (7e)                 | 6 (25e)                 | 37 (9e)                 | 51 (5e)                 | 55 (4e)                 | 34 (10e)                | -                       | 326             |
| 8e    | Sylvain Millet           | 26 (13e)                | 51 (5e)                 | 55 (4e)                 | 55 (4e)                 | 28 (12e)                | 47 (6e)                 | 26 (13e)                | 26 (13e)                | 288             |
| 9e    | Fabien Dugit             | 34 (10e)                | 0 (35e)                 | 51 (5e)                 | 34 (10e)                | 22 (15e)                | 24 (14e)                | 31 (11e)                | 12 (20e)                | 208             |
| 10e   | Magnus Mitboe            | 12 (20e)                | 17 (17e)                | 14 (16e)                | -                       | 47 (6e)                 | -                       | 47 (6e)                 | 51 (5e)                 | 195             |

| - Vainqueur - 2e place - 3e place | - Finaliste - Demi-finaliste - Classé, dans les points | - Classé, hors des points - Disqualifié (Dq.) - N'a pas participé ( - ) |

| Place | Grimpeur              | Étape de coupe du monde | Étape de coupe du monde | Étape de coupe du monde | Étape de coupe du monde | Étape de coupe du monde | Étape de coupe du monde | Étape de coupe du monde | Étape de coupe du monde | Total de points |
| Place | Grimpeur              | [ 10 ]                  | [ 11 ]                  | [ 12 ]                  | [ 13 ]                  | [ 14 ]                  | [ 15 ]                  | [ 16 ]                  | [ 17 ]                  | Total de points |
| ----- | --------------------- | ----------------------- | ----------------------- | ----------------------- | ----------------------- | ----------------------- | ----------------------- | ----------------------- | ----------------------- | --------------- |
| 1re   | Maja Vidmar           | 34 (10e)                | 10 (21e)                | 100 (1re)               | 100 (1re)               | 100 (1re)               | 100 (1re)               | 100 (1re)               | 100 (1re)               | 634             |
| 2e    | Angela Eiter          | 100 (1re)               | 100 (1re)               | 16 (18e)                | 80 (2e)                 | 80 (2e)                 | 47 (6e)                 | 80 (2e)                 | 26 (13e)                | 513             |
| 3e    | Muriel Sarkany        | 80 (2e)                 | 35 (9e)                 | 80 (2e)                 | 55 (4e)                 | 51 (5e)                 | 40 (8e)                 | 55 (4e)                 | 40 (8e)                 | 401             |
| 4e    | Natalija Gros         | 31 (10e)                | 47 (6e)                 | 31 (11e)                | 51 (5e)                 | 31 (11e)                | 65 (3e)                 | 65 (3e)                 | 37 (9e)                 | 330             |
| 5e    | Irati Anda Villanueva | 24 (14e)                | 43 (7e)                 | 5 (26e)                 | 10 (21e)                | 55 (4e)                 | 80 (2e)                 | 37 (9e)                 | 80 (2e)                 | 329             |
| 6e    | Mina Markovic         | 43 (7e)                 | 80 (2e)                 | 40 (8e)                 | 17 (17e)                | 37 (9e)                 | 32 (10e)                | 43 (7e)                 | 47 (6e)                 | 324             |
| 7e    | Charlotte Durif       | 40 (8e)                 | 55 (4e)                 | 28 (12e)                | 47 (6e)                 | 22 (15e)                | 51 (5e)                 | 31 (11e)                | 51 (5e)                 | 303             |
| 8e    | Caroline Ciavaldini   | 15 (18e)                | -                       | 49 (5e)                 | 43 (7e)                 | 47 (6e)                 | 37 (9e)                 | 47 (6e)                 | 55 (4e)                 | 296             |
| 9e    | Yuka Kobayashi        | 18 (17e)                | 51 (5e)                 | 20 (16e)                | 65 (3e)                 | 43 (7e)                 | 43 (7e)                 | 40 (8e)                 | -                       | 280             |
| 10e   | Alexandra Eyer        | 55 (4e)                 | 17 (17e)                | 55 (4e)                 | 28 (12e)                | 40 (8e)                 | 25 (13e)                | 6 (25e)                 | 43 (7e)                 | 265             |

| - Vainqueur - 2e place - 3e place | - Finaliste - Demi-finaliste - Classé, dans les points | - Classé, hors des points - Disqualifié (Dq.) - N'a pas participé ( - ) |

### Bloc
| Place | Grimpeur               | Étape de coupe du monde | Étape de coupe du monde | Étape de coupe du monde | Étape de coupe du monde | Étape de coupe du monde | Étape de coupe du monde | Étape de coupe du monde | Total de points |
| Place | Grimpeur               | [ 18 ]                  | [ 19 ]                  | [ 20 ]                  | [ 21 ]                  | [ 22 ]                  | [ 23 ]                  | [ 24 ]                  | Total de points |
| ----- | ---------------------- | ----------------------- | ----------------------- | ----------------------- | ----------------------- | ----------------------- | ----------------------- | ----------------------- | --------------- |
| 1er   | Kilian Fischhuber      | 80 (2e)                 | 65 (3e)                 | 100 (1er)               | 55 (4e)                 | 100 (1er)               | 55 (4e)                 | 80 (2e)                 | 480             |
| 2e    | Dimitrii Sharafutdinov | -                       | 80 (2e)                 | 47 (6e)                 | -                       | 47 (6e)                 | 100 (1er)               | 100 (1er)               | 374             |
| 3e    | Stéphane Julien        | 40 (8e)                 | 51 (5e)                 | 43 (7e)                 | 34 (10e)                | 34 (10e)                | 18 (17e)                | 65 (3e)                 | 267             |
| 4e    | Akito Matsushima       | -                       | 18 (17e)                | 65 (3e)                 | -                       | 80 (2e)                 | 65 (3e)                 | 34 (10e)                | 262             |
| 5e    | Jorg Verhoeven         | 28 (12e)                | 55 (4e)                 | 80 (2e)                 | -                       | 55 (4e)                 | 20 (16e)                | 18 (17e)                | 256             |
| 6e    | Gabriele Moroni        | 0 (36e)                 | 16 (18e)                | 51 (5e)                 | -                       | 40 (8e)                 | 80 (2e)                 | 43 (7e)                 | 230             |
| 7e    | Mykhaylo Shalagin      | 100 (1er)               | 2 (29e)                 | 34 (10e)                | -                       | 12 (20e)                | 51 (5e)                 | 7 (23e)                 | 207             |
| 8e    | Nalle Hukkataival      | 55 (4e)                 | 10 (21e)                | 6 (25e)                 | 20 (16e)                | 65 (3e)                 | 9 (22e)                 | 24 (14e)                | 183             |
| 9e    | Tomás Mrázek           | 24 (14e)                | 100 (1er)               | 40 (8e)                 | -                       | -                       | 10 (21e)                | -                       | 174             |
| 10e   | Jérôme Meyer           | -                       | 40 (8e)                 | 24 (14e)                | 80 (2e)                 | 26 (13e)                | -                       | -                       | 170             |

| - Vainqueur - 2e place - 3e place | - Finaliste - Demi-finaliste - Classé, dans les points | - Classé, hors des points - Disqualifié (Dq.) - N'a pas participé ( - ) |

| Place | Grimpeur        | Étape de coupe du monde | Étape de coupe du monde | Étape de coupe du monde | Étape de coupe du monde | Étape de coupe du monde | Étape de coupe du monde | Étape de coupe du monde | Total de points |
| Place | Grimpeur        | [ 25 ]                  | [ 26 ]                  | [ 27 ]                  | [ 28 ]                  | [ 29 ]                  | [ 30 ]                  | [ 31 ]                  | Total de points |
| ----- | --------------- | ----------------------- | ----------------------- | ----------------------- | ----------------------- | ----------------------- | ----------------------- | ----------------------- | --------------- |
| 1re   | Juliette Danion | 80 (2e)                 | 40 (8e)                 | 37 (9e)                 | 100 (1re)               | 55 (4e)                 | 51 (5e)                 | 100 (1re)               | 426             |
| 2e    | Olga Shalagina  | 100 (1re)               | 28 (12e)                | 100 (1re)               | -                       | 47 (6e)                 | 80 (2e)                 | 65 (3e)                 | 420             |
| 3e    | Natalija Gros   | 51 (5e)                 | 24 (14e)                | 80 (2e)                 | -                       | 100 (1re)               | 100 (1re)               | 37 (9e)                 | 392             |
| 4e    | Yulia Abramchuk | 28 (12e)                | 100 (1re)               | 51 (5e)                 | -                       | 43 (7e)                 | 26 (13e)                | 55 (4e)                 | 303             |
| 5e    | Silvie Rajfova  | 55 (4e)                 | 26 (13e)                | 43 (7e)                 | 65 (3e)                 | 51 (5e)                 | 43 (7e)                 | 24 (14e)                | 283             |
| 6e    | Akiyo Noguchi   | -                       | 80 (2e)                 | 55 (4e)                 | -                       | 80 (2e)                 | 65 (3e)                 | -                       | 280             |
| 7e    | Chloé Graftiaux | 65 (3e)                 | 43 (7e)                 | 10 (21e)                | 80 (2e)                 | 10 (21e)                | 47 (6e)                 | 8 (23e)                 | 255             |
| 8e    | Maud Ansade     | 24 (14e)                | 9 (22e)                 | 34 (10e)                | 51 (5e)                 | 40 (8e)                 | 34 (10e)                | 20 (16e)                | 203             |
| 9e    | Angelica Lind   | 31 (11e)                | 47 (6e)                 | 5 (26e)                 | 43 (7e)                 | 4 (27e)                 | 8 (23e)                 | 34 (10e)                | 168             |
| 10e   | Anja Hodann     | 20 (16e)                | 55 (4e)                 | 22 (15e)                | -                       | 37 (9e)                 | 14 (19e)                | 18 (17e)                | 166             |

| - Vainqueur - 2e place - 3e place | - Finaliste - Demi-finaliste - Classé, dans les points | - Classé, hors des points - Disqualifié (Dq.) - N'a pas participé ( - ) |

## Autres compétitions mondiales de la saison

### Championnats du monde d'escalade 2007

#### Difficulté

##### Hommes
| Étapes       | Lieu             | Or                       | Argent                 | Bronze                                    |
| ------------ | ---------------- | ------------------------ | ---------------------- | ----------------------------------------- |
| 17 septembre | Avilés (Espagne) | Ramón Julián Puigblanque | Patxi Usobiaga Lakunza | Cédric Lachat Tomáš Mrázek Jorg Verhoeven |

##### Femmes
| Étapes       | Lieu             | Or               | Argent         | Bronze      |
| ------------ | ---------------- | ---------------- | -------------- | ----------- |
| 17 septembre | Avilés (Espagne) | Angela Eiter (2) | Muriel Sarkany | Maja Vidmar |

#### Bloc

##### Hommes
| Étapes       | Lieu             | Or                    | Argent         | Bronze        |
| ------------ | ---------------- | --------------------- | -------------- | ------------- |
| 17 septembre | Avilés (Espagne) | Dmitrii Sharafutdinov | Martin Stranik | Cédric Lachat |

##### Femmes
| Étapes       | Lieu             | Or         | Argent        | Bronze     |
| ------------ | ---------------- | ---------- | ------------- | ---------- |
| 17 septembre | Avilés (Espagne) | Anna Stöhr | Akiyo Noguchi | Olga Bibik |

#### Vitesse

##### Hommes
| Étapes       | Lieu             | Or          | Argent         | Bronze          |
| ------------ | ---------------- | ----------- | -------------- | --------------- |
| 17 septembre | Avilés (Espagne) | Qixin Zhong | Manuel Escobar | Sergei Sinitcyn |

##### Femmes
| Étapes       | Lieu             | Or                | Argent      | Bronze           |
| ------------ | ---------------- | ----------------- | ----------- | ---------------- |
| 17 septembre | Avilés (Espagne) | Tatiana Ruyga (2) | Edyta Ropek | Valentina Yurina |